# Semois
Semois (sau Semoy pentru partea care curge în Franța, germană Sasbach, valonă Smwès) este un râu ce izvorăște lângă Arlon, în Belgia, în apropierea frontierei luxemburgheze și curge spre vest. Traversează regiunile Gaume și Ardeni, trecând prin localitățile Étalle, Tintigny, Florenville, Chiny, Herbeumont, Bouillon, Vresse-sur-Semois. Intră în Franța în dreptul localității Les Hautes-Rivières și se varsă în Meuse 10km în aval la Monthermé. 